# Polskie Towarzystwo Fotograficzne (1931–1939)
Polskie Towarzystwo Fotograficzne – ogólnopolskie stowarzyszenie fotograficzne, istniejące w latach 1931–1939, utworzone na bazie Polskiego Towarzystwa Miłośników Fotografii w Warszawie.

## Działalność
Działalność Polskiego Towarzystwa Fotograficznego, począwszy od 1931 roku była ściśle powiązana z działalnością Związku Polskich Towarzystw Fotograficznych – utworzonego w 1927, w ramach działalności Polskiego Towarzystwo Miłośników Fotografii w Warszawie oraz PTF. Zarząd Polskiego Towarzystwa Fotograficznego był równocześnie Zarządem ZPTF.
Towarzystwo prowadziło fotograficzną działalność wystawienniczą, zorganizowało wystawy indywidualne m.in. M. Dederki, J. Stalonego–Dobrzańskiego, J. Sunderlanda oraz prowadziło odczyty, prelekcje, spotkania i warsztaty fotograficzne. Polskie Towarzystwo Fotograficzne dysponowało własną prasą – czasopismami o tematyce fotograficznej – Fotograf Polski oraz Foto. Redaktorem naczelnym Fotografa Polskiego był Stanisław Schönfeld, następnie Tadeusz Cyprian – od 1934 roku oba pisma były redagowane przez Henryka Szylita, wydawane przez spółkę Polska Prasa Fotograficzna.
W 1934 roku PTF było organizatorem Pierwszego Ogólnopolskiego Konkursu Fotograficznego PTF, zorganizowanego w trzech kategoriach – dla początkujących, dla zaawansowanych oraz dla fotografików. W 1939 roku – kilka miesięcy przed wybuchem II wojny światowej Polskie Towarzystwo Fotograficzne przeprowadziło się do nowego lokalu przy ul. Śniadeckich 12 – w Warszawie. Planowany XI Międzynarodowy Salon Fotografiki (1939) udaremnił wybuch II wojny światowej. Nie odbyły się również planowane obchody 100. rocznicy wynalezienia fotografii, przypadającej na rok 1939. 
W styczniu 1940 roku władze niemieckie zajęły i opieczętowały siedzibę Polskiego Towarzystwa Fotograficznego przy ul. Śniadeckich 12, po czym przekształcono lokal na mieszkanie prywatne. Sprzęt oraz inne ruchomości będące własnością PTF zostały zabezpieczone przez członków ostatniego Zarządu PTF (Zafia Chomętowska, Henryk Derczyński, Anna Jankowska, Tadeusz Jankowski, Zdzisław Marcinkowski, Kazimierz Niewiadomski, Brunon Wojciechowski) i przeniesione do prywatnych mieszkań (rzeczy w większości zniszczone w czasie powstania warszawskiego).

## Członkowie Zarządu PTF
- H. Wojciechowski (prezes 1932)
- P. Lebiedziński (członek honorowy 1932)
- A. Dawidowski (prezes 1934)
- T. Cyprian (senior honorowy 1934)[6]
- T. Bobrowski (prezes 1935)
- M. Dederko (prezes 1937)
- J. Gizowski (prezes 1939)

Źródło

## Wybrane wystawy
- XLIX Wystawa Prac Członków PTF (1933)
- Wystawa Fotografiki Sowieckiej (1934)
- VIII Międzynarodowy Salon Fotografiki (1935);
- Piękno Warszawy – wystawa konkursowa objęta patronatem Stefana Starzyńskiego (1937)
- X Międzynarodowy Salon Fotografiki (1937)
- LIV Wystawa Prac Członków PTF (1938)
- Pierwsza Polska Wystawa Fotografii Ojczystej (1939)

Źródło